# NBA 1966/67
NBA 1966/67 was het 21e seizoen van de NBA. Het begon op 15 oktober 1966 en eindigde op 24 april 1967, toen Philadelphia 76ers de zesde wedstrijd van de NBA Finale met 125-122 won en daarmee op 4-2 kwam in de serie tegen verliezend finalist San Francisco Warriors. Wilt Chamberlain van Philadelphia werd (voor de derde keer) verkozen tot NBA Most Valuable Player.
De NBA breidde in het seizoen 1966/67 uit van negen naar tien teams. Dat betekende de oprichting van Chicago Bulls. Vanaf dit seizoen plaatsten acht teams zich voor de play-offs, in plaats van zes. Bill Russell van Boston Celtics werd naast speler ook coach van zijn ploeg. Daarmee werd hij de eerste zwarte coach in de geschiedenis van de NBA.

## Eindstand regulier seizoen
| Eastern Conference | W  | V  |
| ------------------ | -- | -- |
| Philadelphia 76ers | 68 | 13 |
| Boston Celtics     | 60 | 21 |
| Cincinnati Royals  | 39 | 42 |
| New York Knicks    | 36 | 45 |
| Baltimore Bullets  | 20 | 61 |

| Western Conference     | W  | V  |
| ---------------------- | -- | -- |
| San Francisco Warriors | 44 | 37 |
| St. Louis Hawks        | 39 | 42 |
| LA Lakers              | 36 | 45 |
| Chicago Bulls          | 33 | 48 |
| Detroit Pistons        | 30 | 51 |

## Playoffs
|  | Division Semifinals    | Division Semifinals    |                        |   | Division Finals | Division Finals |  |  | NBA Finals | NBA Finals |
|  |                        |                        |                        |   |                 |                 |  |  |            |            |
|  |                        |                        |                        |   |                 |                 |  |  |            |            |
|  |                        |                        |                        |   |                 |                 |  |  |            |            |
|  |                        |                        |                        |   |                 |                 |  |  |            |            |
|  | Philadelphia 76ers     | 3                      |                        |   |                 |                 |  |  |            |            |
|  | Philadelphia 76ers     | 3                      |                        |   |                 |                 |  |  |            |            |
|  | Cincinnati Royals      | 1                      |                        |   |                 |                 |  |  |            |            |
|  | Cincinnati Royals      | 1                      | Philadelphia 76ers     | 4 |                 |                 |  |  |            |            |
|  |                        |                        | Philadelphia 76ers     | 4 |                 |                 |  |  |            |            |
|  |                        | Boston Celtics         | 1                      |   |                 |                 |  |  |            |            |
|  | New York Knicks        | Boston Celtics         | 1                      | 1 |                 |                 |  |  |            |            |
|  | New York Knicks        |                        |                        | 1 |                 |                 |  |  |            |            |
|  | Boston Celtics         | 3                      |                        |   |                 |                 |  |  |            |            |
|  | Boston Celtics         | 3                      | Philadelphia 76ers     | 4 |                 |                 |  |  |            |            |
|  |                        |                        | Philadelphia 76ers     | 4 |                 |                 |  |  |            |            |
|  |                        | San Francisco Warriors | 2                      |   |                 |                 |  |  |            |            |
|  | San Francisco Warriors | San Francisco Warriors | 2                      | 3 |                 |                 |  |  |            |            |
|  | San Francisco Warriors |                        |                        | 3 |                 |                 |  |  |            |            |
|  | LA Lakers              | 0                      |                        |   |                 |                 |  |  |            |            |
|  | LA Lakers              | 0                      | San Francisco Warriors | 4 |                 |                 |  |  |            |            |
|  |                        |                        | San Francisco Warriors | 4 |                 |                 |  |  |            |            |
|  |                        | St. Louis Hawks        | 2                      |   |                 |                 |  |  |            |            |
|  | Chicago Bulls          | St. Louis Hawks        | 2                      | 0 |                 |                 |  |  |            |            |
|  | Chicago Bulls          |                        |                        | 0 |                 |                 |  |  |            |            |
|  | St. Louis Hawks        | 3                      |                        |   |                 |                 |  |  |            |            |
|  | St. Louis Hawks        | 3                      |                        |   |                 |                 |  |  |            |            |

## Beste statistieken
- Meeste punten: Rick Barry (San Francisco Warriors))
- Meeste rebounds: Wilt Chamberlain (Philadelphia 76ers)
- Meeste assists: Guy Rodgers (Chicago Bulls)
- Hoogste percentage veldscores: Wilt Chamberlain (Philadelphia 76ers)
- Hoogste percentage vrije worpen: Adrian Smith (Cincinnati Royals)

1950 · 1951 · 1952 · 1953 · 1954 · 1955 · 1956 · 1957 · 1958 · 1959 · 
1960 · 1961 · 1962 · 1963 · 1964 · 1965 · 1966 · 1967 · 1968 · 1969 · 
1970 · 1971 · 1972 · 1973 · 1974 · 1975 · 1976 · 1977 · 1978 · 1979 · 
1980 · 1981 · 1982 · 1983 · 1984 · 1985 · 1986 · 1987 · 1988 · 1989 · 
1990 · 1991 · 1992 · 1993 · 1994 · 1995 · 1996 · 1997 · 1998 · 1999 · 
2000 · 2001 · 2002 · 2003 · 2004 · 2005 · 2006 · 2007 · 2008 · 2009 · 
2010 · 2011 · 2012 · 2013 · 2014 · 2015 · 2016 · 2017 · 2018 · 2019 · 
2020 · 2021 · 2022 · 2023 · 2024